# Paul Brieskorn
Paul Brieskorn (* 4. April 1887 in Wartenburg; † nach 1937) war ein deutscher Politiker (Zentrum) und Landtagsabgeordneter in der Freien Stadt Danzig.

## Leben
Paul Brieskorn war der Sohn des Stadtgutsbesitzers in Wartenburg. Er besuchte das humanistische Gymnasium und wurde dann Landwirt. Im Ersten Weltkrieg war er Soldat und schied als Oberleutnant aus dem Dienst aus. Seit April 1919 lebte er in Gemlitz.
Brieskorn, der katholischer Konfession war, schloss sich politisch dem Zentrum an. 1920 wurde er für seine Partei in den Volkstag, das Danziger Landesparlament gewählt. In der Sitzung des Danziger Volkstags vom 3. Februar 1921 erklärte er seinen Austritt aus der Zentrums-Fraktion. Die Forderung von Zentrumsvorstand und der Fraktion nach Niederlegung seines Mandats lehnte er ab. Daraufhin wurde er aus der Partei ausgeschlossen. Er blieb fraktionslos und schied mit dem Ende der Legislaturperiode 1923 aus dem Parlament aus. Nach der Machtergreifung der Nationalsozialisten wurde er im April 1937 in „Schutzhaft“ genommen.